# Liste der Hochhäuser in Alabama

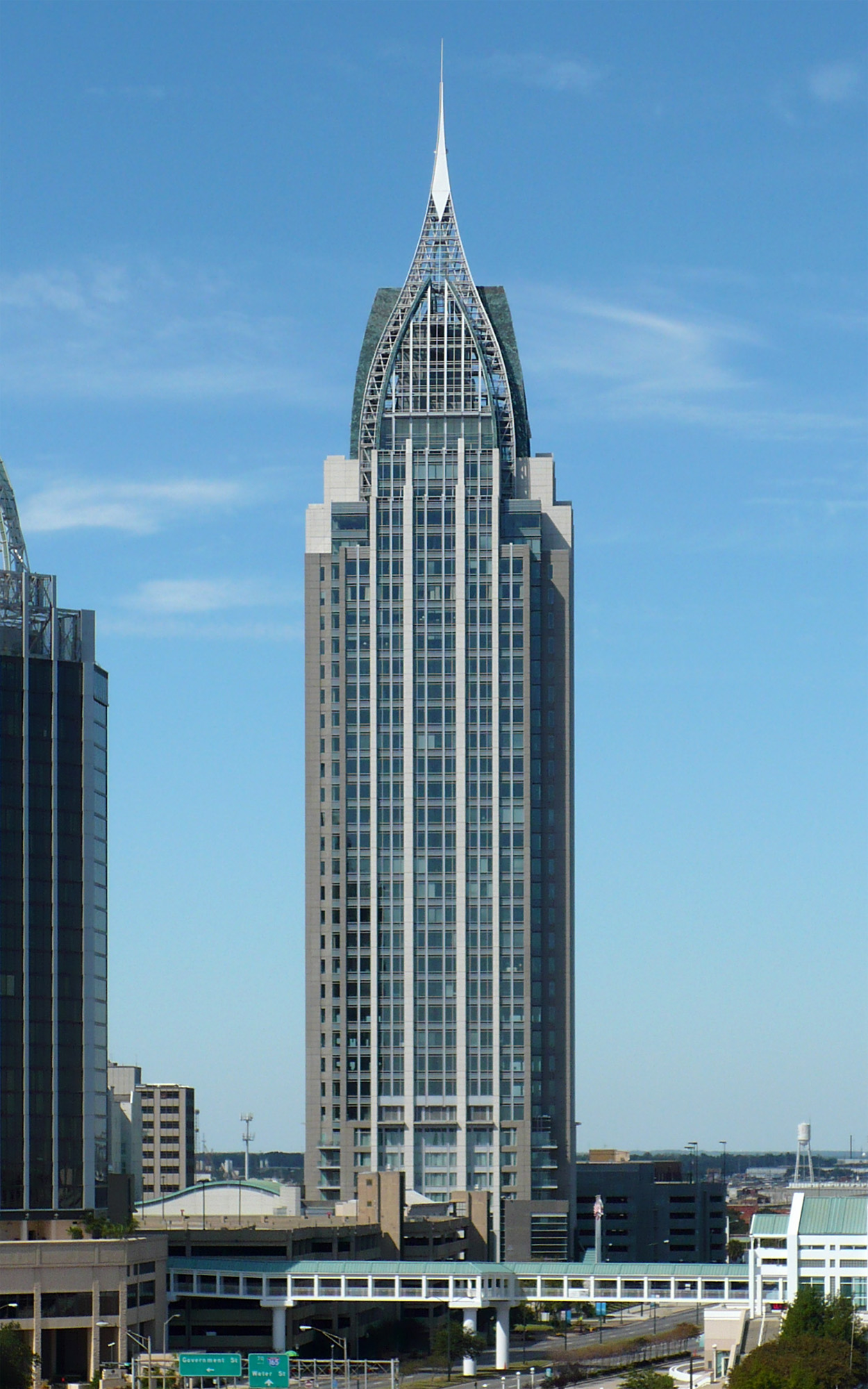
Der RSA Battle House Tower in Mobile ist das höchste Gebäude im US-Bundesstaat Alabama.

In der Liste der Hochhäuser in Alabama werden die Hochhäuser im US-Bundesstaat Alabama ab einer strukturellen Höhe von 100 Metern aufgezählt. Das bedeutet die Höhe bis zum höchsten Punkt des Gebäudes ohne Antenne.

## Auflistung der Hochhäuser nach Höhe
| Nr. | Name                              | Stadt      | Höhe                          | Etagen | Baujahr |
| --- | --------------------------------- | ---------- | ----------------------------- | ------ | ------- |
| 1.  | RSA Battle House Tower            | Mobile     | 227,1 m (Höhe bis zur Spitze) | 35     | 2007    |
| 2.  | Renaissance Riverview Plaza Hotel | Mobile     | 163,4 m (Höhe bis zur Spitze) | 28     | 1983    |
| 3.  | Wells Fargo Tower                 | Birmingham | 138,4 m                       | 35     | 1986    |
| 4.  | Regions Harbert Plaza             | Birmingham | 133,2 m                       | 32     | 1989    |
| 5.  | RSA-BankTrust Building            | Mobile     | 129 m                         | 34     | 1969    |
| 6.  | RSA Towers                        | Montgomery | 126 m (Höhe bis zur Spitze)   | 22     | 1996    |
| 7.  | Regions Center                    | Birmingham | 118,9 m                       | 30     | 1972    |
| =   | BellSouth Building                | Birmingham | 118,9 m                       | 30     | 1972    |
| 9.  | City Federal Building             | Birmingham | 103 m (Höhe bis zur Spitze)   | 27     | 1913    |